# Réaumur - Sébastopol (métro de Paris)
Pour les articles homonymes, voir Réaumur.
Réaumur - Sébastopol est une station des lignes 3 et 4 du métro de Paris, située à la limite des 2e et 3e arrondissements de Paris.

## Situation
La station est implantée à la limite administrative entre le quartier de Bonne-Nouvelle à l'ouest et le quartier des Arts-et-Métiers à l'est. Elle se trouve sous l'intersection entre la rue Réaumur et le boulevard de Sébastopol, les quais étant établis :
- sur la ligne 3, sous la rue Réaumur à l'ouest du croisement précité, entre le boulevard de Sébastopol et la rue Saint-Denis ;
- sur la ligne 4, à fleur de sol sous le boulevard de Sébastopol au nord de ce même carrefour, entre la rue Réaumur et la rue du Caire.

Le point d'arrêt de la ligne 3 s'intercale entre les stations Sentier et Arts et Métiers (cette dernière étant précédée d'un raccordement de service avec la ligne 11, embranché en talon sur la voie en direction de Pont de Levallois - Bécon), tandis que celui de la ligne 4 est encadré par les stations Strasbourg - Saint-Denis et Étienne Marcel. Les deux lignes se croisent à angle droit en-dessous du hall d'accueil de la station, le tunnel de la ligne 3 passant sous celui de la ligne 4.

## Histoire

### Mises en service
La station est ouverte sous le nom de Rue Saint-Denis le 19 novembre 1904, soit un mois après la mise en service du premier tronçon de la ligne 3 entre les terminus provisoires d'Avenue de Villiers (aujourd'hui Villiers) et de Père Lachaise, intervenue le 19 octobre précédent. Jusqu'à son achèvement, les rames de métro la traversaient sans y marquer l'arrêt.
Elle prend sa dénomination actuelle de Réaumur - Sébastopol le 15 octobre 1907 en prévision de l'arrivée de la ligne 4, qui est effective le 21 avril 1908 avec l'inauguration de son premier tronçon entre l'actuel terminus de Porte de Clignancourt et le terminus temporaire de Châtelet.
La station fait partie des multiples points d'arrêt de la ligne 4 qui se retrouvent inondés lors de la crue de la Seine de 1910, laquelle entraîne l'interruption du trafic durant plusieurs semaines.

### Origine des noms
La station doit son toponyme initial de Rue Saint-Denis à sa proximité avec la voie précitée, ainsi dénommée en tant qu'ancienne route conduisant historiquement à la ville de Saint-Denis.
Le nom actuel de Réaumur - Sébastopol est dû à la position de la station à l'intersection entre la rue Réaumur d'une part et le boulevard de Sébastopol d'autre part. La première voie précitée rend hommage à René-Antoine Ferchault de Réaumur (1683-1757), physicien et naturaliste français, tandis que la seconde porte le toponyme de la ville de Sébastopol, en Crimée, afin de perpétuer le souvenir du long siège de Sébastopol (1854-1855) et la prise de ce port de guerre par l'armée anglo-française, qui constituent les principaux évènements de la guerre de Crimée (1853-1856).

### Modernisations
Entre octobre 1966 et octobre 1967, les quais de la ligne 4 sont rallongés de 75 à 90 mètres, comme ceux de l'essentiel des stations de cette ligne en parallèle de sa conversion au roulement pneumatique, ceci afin de permettre l'accueil de nouvelles rames MP 59 dotées de six voitures, contre cinq pour l'ancien matériel fer Sprague-Thomson. Cette opération vise à augmenter le débit de la ligne pour faire face aux importantes surcharges chroniques apparues après la Seconde Guerre mondiale.
En parallèle, les quais des deux lignes font l'objet d'une première modernisation par la mise en place d'un carrossage métallique sur les piédroits, doté de montants horizontaux de couleur vert d'eau ainsi que de cadres publicitaires dorés, éclairés par le haut. Ce modèle d'aménagement est alors largement déployé sur le réseau en tant que moyen de rénover les stations rapidement et à moindre coût.
Dans les années 1990, ce même carrossage est en grande partie démantelé sur les quais de la ligne 3, seuls les lambris supérieurs étant conservés et repeints en bleu afin de s'accorder avec la teinte des sièges « Motte », tandis qu'il disparaît entièrement des quais de la ligne 4, remplacé par une décoration de style « Ouï-dire ». Celle-ci se caractérise par ses bandeaux lumineux, ici de couleur bleue, soutenus par des consoles courbes en forme de faux et diffusant une lumière blanche sur les quais ainsi qu'un éclairage multicolore au plafond. Les faïences blanches biseautées d'origine sur les piédroits laissent place à du carrelage blanc plat, posé verticalement et aligné en colonnes, ainsi qu'à des cadres publicitaires métalliques (ce qui constitue une entorse au style « Ouï-dire » qui utilise habituellement des cadres en céramique demi-cylindrique), le tout complété de quelques banquettes bleues dotées d'accoudoirs. Avec Château d'Eau sur la même ligne, il s'agit d'une des deux seules stations à couverture métallique à avoir été rénovées selon ce style décoratif.
Dans le cadre du programme « Un métro + beau » de la RATP, les couloirs et la salle de distribution des titres de transport sont rénovés à leur tour du 4 mars 2013 au 31 décembre 2014, de même que les quais de la ligne 3 en 2015, ce qui entraîne le retrait définitif des derniers reliquats de l'ancien carrossage publicitaire, au profit d'un renouvellement à l'identique du carrelage blanc biseauté d'origine.
Dans le cadre de l'automatisation de la ligne 4, ses quais font l'objet d'une nouvelle modernisation intégrale à partir de 2017, incluant leur rehaussement du 28 août au 26 novembre de la même année afin de recevoir des portes palières, dont la pose se déroule de novembre à décembre 2019. Cette rénovation met également fin à la décoration « Ouï-dire » au profit des aménagements retenus pour accompagner l'automatisation de la ligne.

### Fréquentation
Selon les estimations de la RATP, la station a vu entrer 5 291 106 voyageurs en 2019, ce qui la place à la 75e position des stations de métro pour sa fréquentation. En 2020, avec la crise du Covid-19, son trafic annuel tombe à 2 718 817 voyageurs, la reléguant alors au 64e rang, avant de remonter progressivement en 2021 avec 3 579 544 entrants comptabilisés, ce qui la rétrograde cependant à la 73e position des stations du réseau pour sa fréquentation cette année-là.

## Services aux voyageurs

### Accès
La station possède quatre accès :
- l'accès no 1 « Boulevard de Sébastopol » est composé d'un escalier fixe et d'un mât Dervaux ;
- l'accès no 2 « Rue Réaumur » est situé le long de la rue de Palestro, il comporte deux escaliers fixes étroits, un entourage Guimard et des portiques avec l'inscription "Métro" et non Métropolitain en raison des accès étroits) ;
- l'accès no 3 « Rue Saint-Denis » au 68 rue Réaumur comporte deux accès secondaires Guimard avec des escaliers fixes étroits ;
- l'accès no 4 « Square Émile-Chautemps - Gaîté lyrique ».

Accès à la station
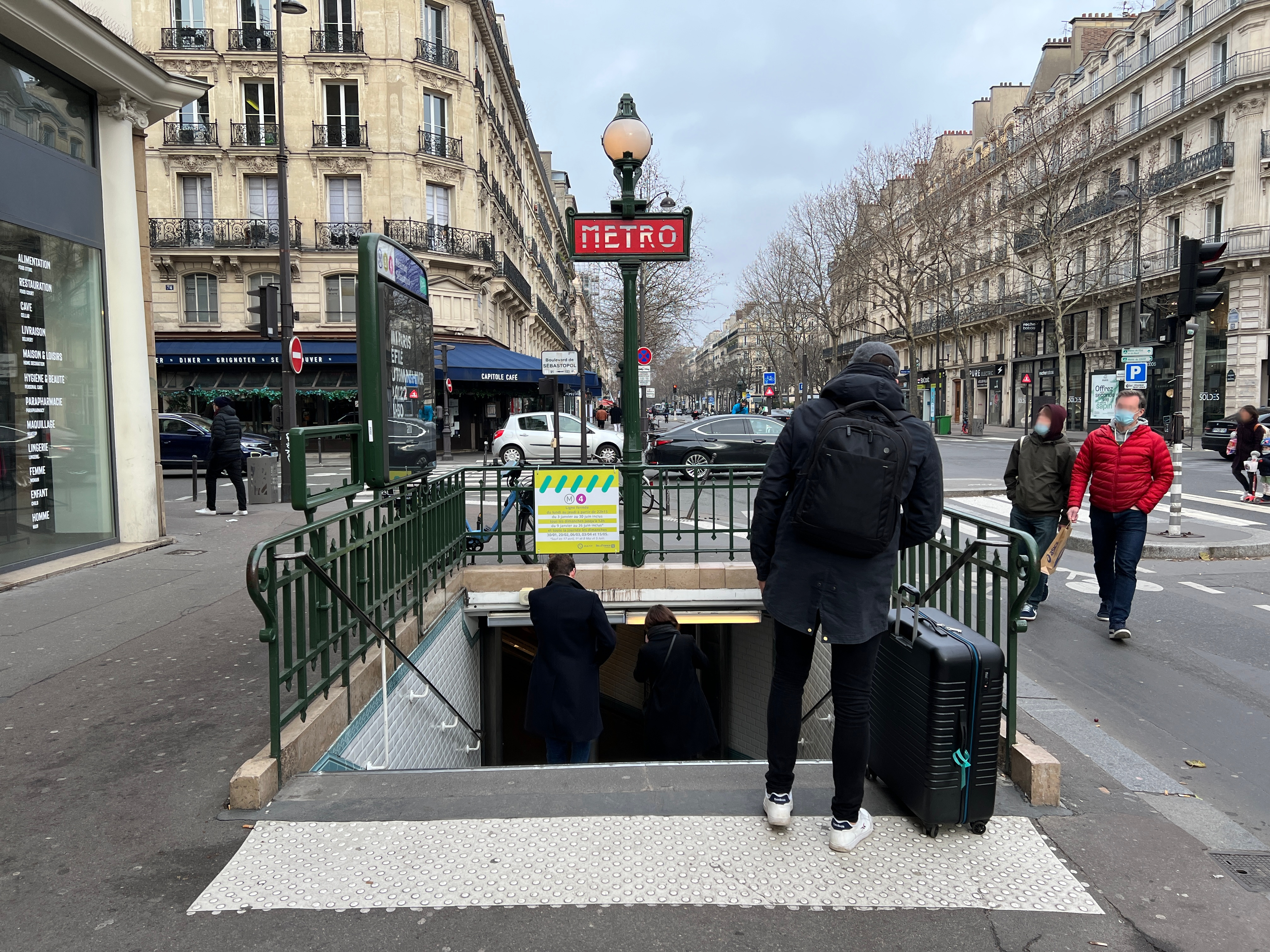
L'accès no 1 « Boulevard de Sébastopol ».
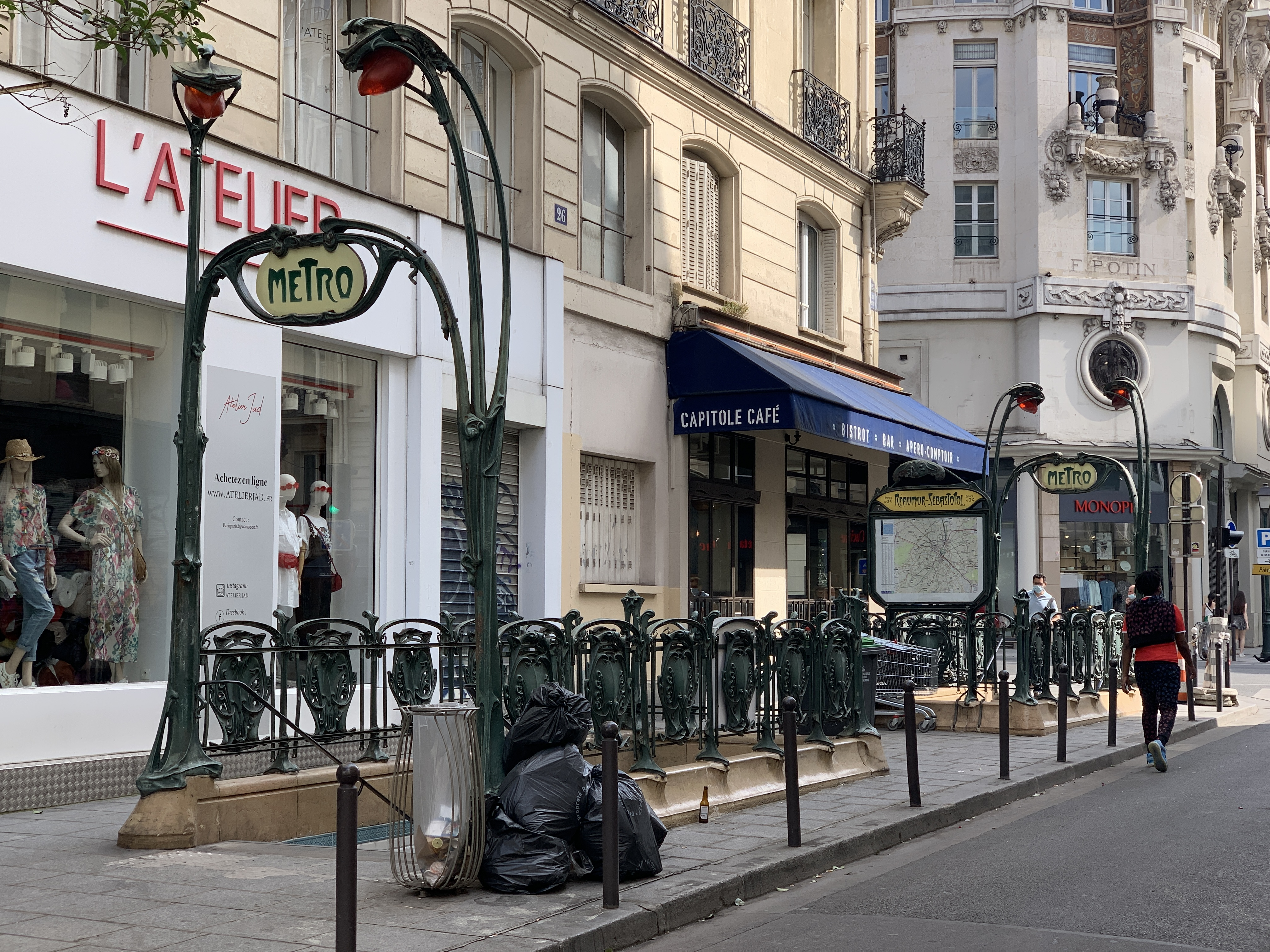
L'accès no 2 « Rue Réaumur ».
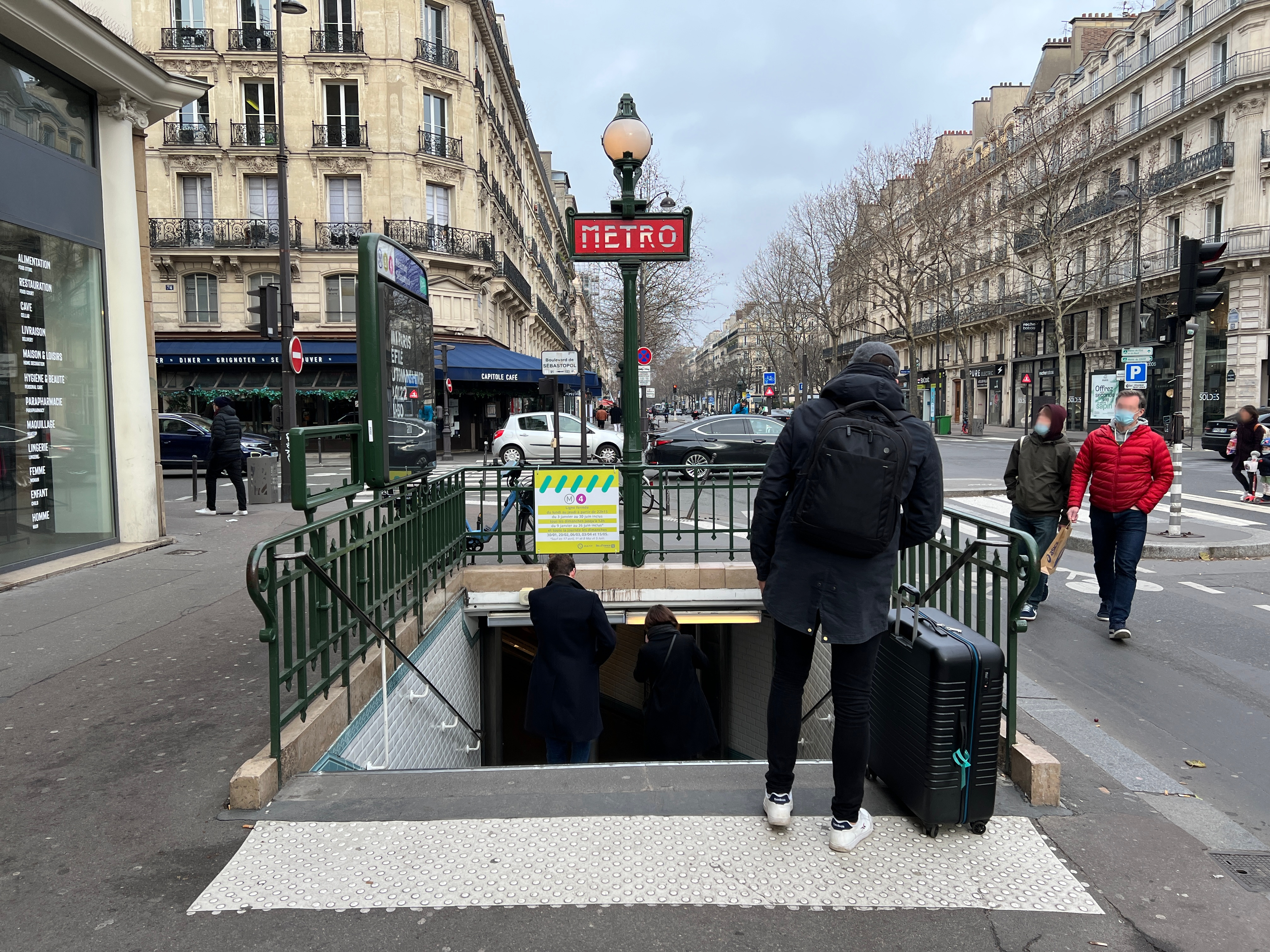
L'accès no 3 « Rue Saint-Denis ».
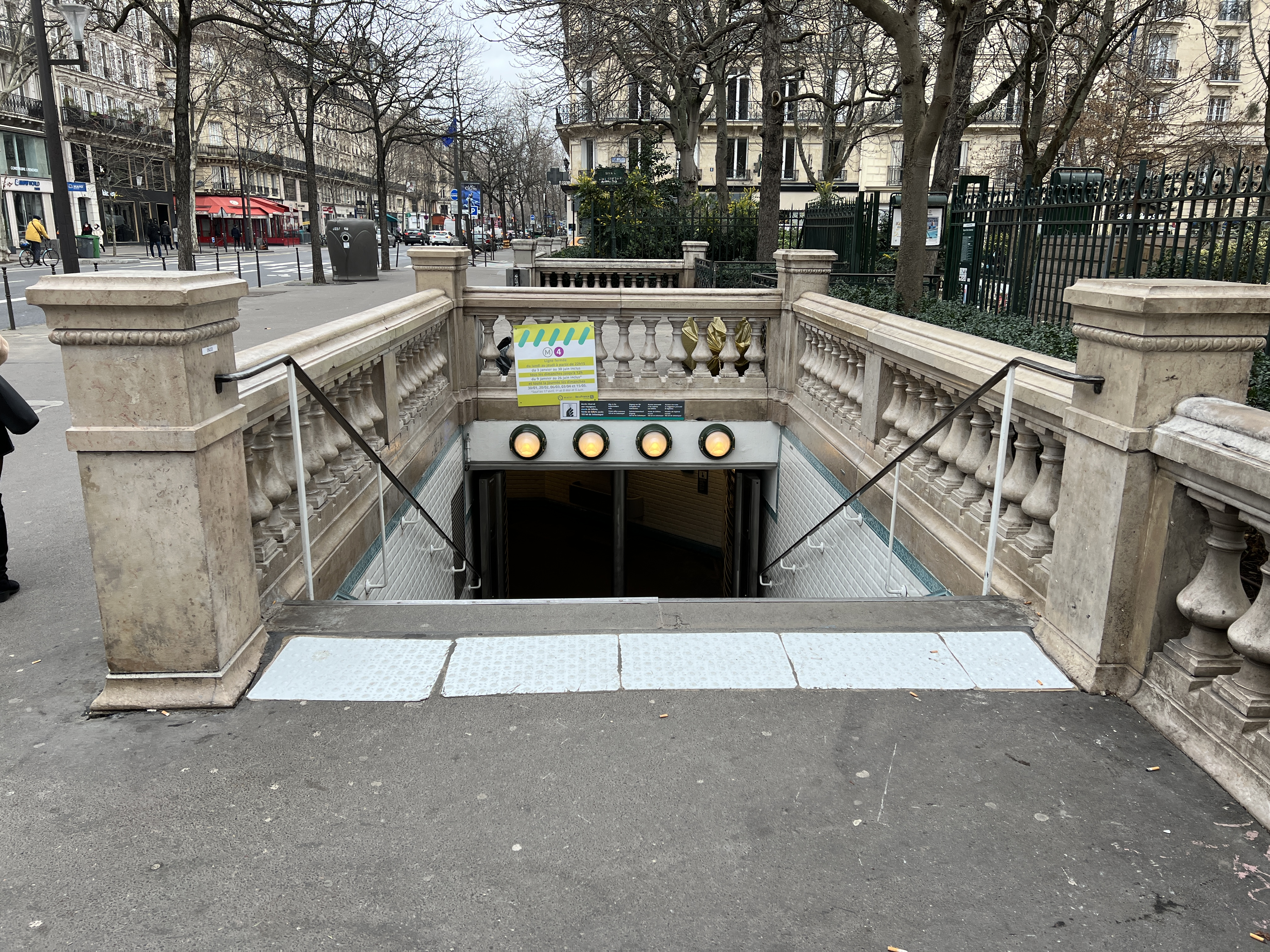
L'accès no 4 « Square Émile Chautemps ».

.

### Quais

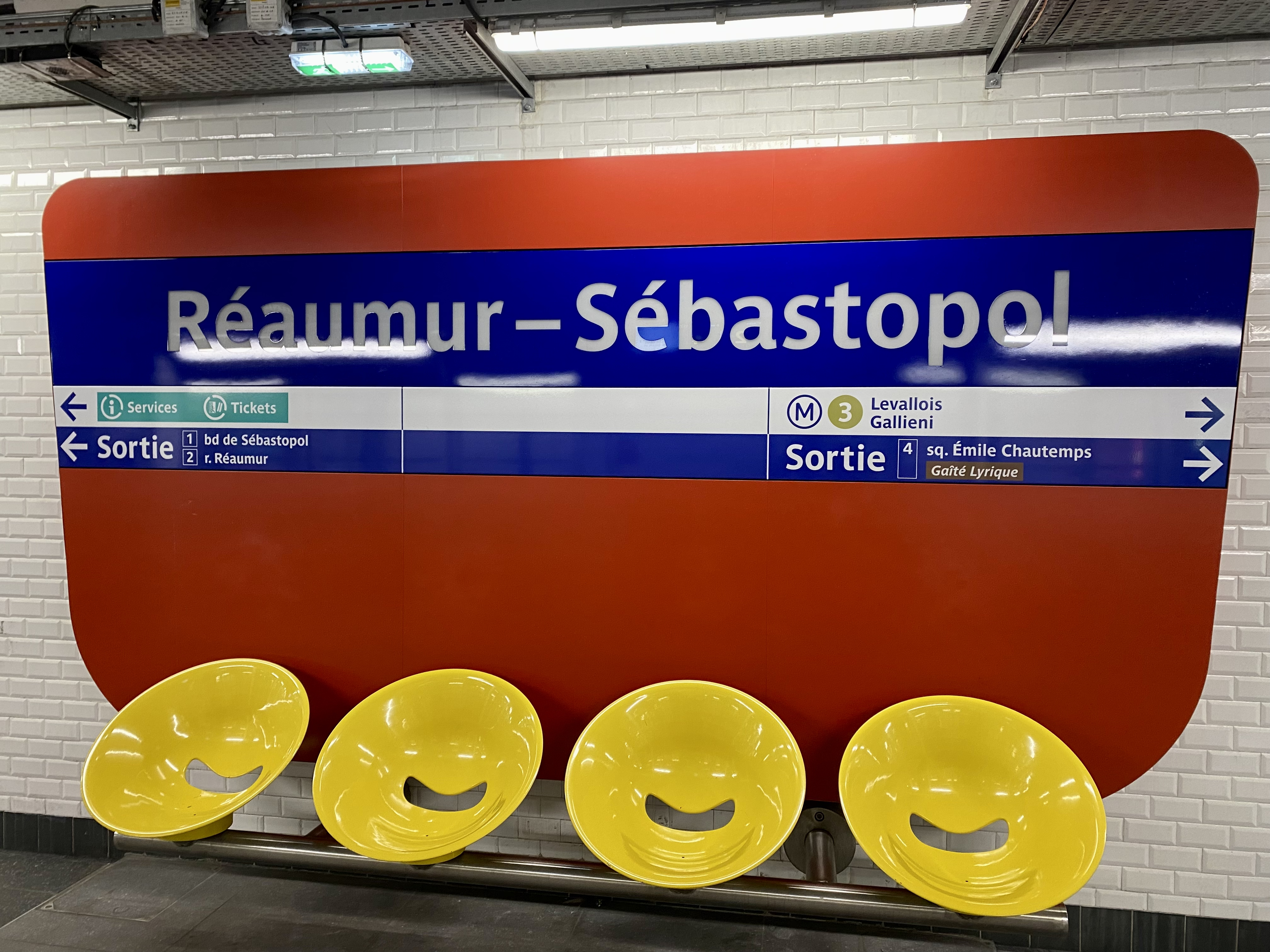
Plaque émaillée portant le nom de la station de métro sur la ligne 4.

Les quais des deux lignes — qui se croisent à angle droit, la ligne 3 passant sous la ligne 4 — sont de configuration standard : ils sont séparés par les voies du métro situées au centre. Les quais de la ligne 3 possèdent une voûte elliptique. La décoration de ses quais est du style utilisé pour la majorité des stations du métro : le bandeau d'éclairage est blanc et arrondi dans le style « Gaudin » du renouveau du métro des années 2000, et les carreaux en céramique blancs biseautés recouvrent la voûte, les piédroits et les tympans. Les cadres publicitaires sont en céramique blanche et le nom de la station est en police de caractère Parisine sur plaque émaillée. Les sièges sont du style « Akiko » de couleur jade. Les quais de la ligne 3 présentent des panneaux montrant la une de journaux dont certains en rapport avec la Seconde Guerre mondiale. Ce décor rappelle la présence de sièges de journaux rue Réaumur (République du Croissant).
Les quais de la ligne 4 sont établis à fleur de sol, le plafond est constitué d'un tablier métallique, dont les poutres, de couleur argentée, sont supportées par des piédroits verticaux. Depuis 2017, ils sont en travaux dans le cadre de l'automatisation de la ligne 4.

### Intermodalité
La station est desservie par les lignes de bus 20, 38 et 39 du réseau de bus RATP et, la nuit, par les lignes N12, N13, N14 et N23 du réseau de bus Noctilien.

## À proximité
- Quartier du Sentier
- Quartier Montorgueil
- Gaîté-Lyrique
- Square Émile-Chautemps
- Église Saint-Martin-des-Champs
- Passage du Ponceau
- Église Saint-Nicolas-des-Champs

## Dans la culture
Le nom de la station est parodié dans l'épisode 41 de la série Bref. qui a pour sujet le métro parisien. La RATP ayant refusé d'autoriser dans le métro le tournage d'une fiction pointant les aspects négatifs de son réseau, l'épisode dut être réalisé en studio dans un décor minimaliste imitant une rame de métro. En signe de protestation, les créateurs de la série ont donc détourné le nom de Réaumur - Sébastopol en Censure - Sébastopol.